# 笠岡市矢掛町中学校組合立小北中学校
笠岡市矢掛町中学校組合立小北中学校（かさおかしやかげちょうちゅうがっこうくみあいりつ おきたちゅうがっこう）は、岡山県笠岡市にある組合立中学校。

## 沿革

### 略歴
笠岡市矢掛町中学校組合立小北中学校は、1947年、岡山県小田郡小田町と北川村との共同で、岡山県小田郡小田町北川村学校組合立小田・北川中学校として創立された。

### 年表
- 1947年（昭和22年）4月1日 - 岡山県小田郡小田町北川村学校組合立小田・北川中学校として創立
- 1947年（昭和22年）7月1日 - 岡山県小田郡小田町北川村学校組合立小北中学校と改称
- 1958年（昭和33年）12月1日 - 校旗、校歌制定
- 1960年（昭和35年）4月1日 - 小田郡北川村と笠岡市の合併により、岡山県笠岡市･小田町中学校組合立小北中学校と改称
- 1961年（昭和36年）1月15日 - 小田郡小田町と矢掛町の合併により、岡山県笠岡市･矢掛町中学校組合立小北中学校と改称
- 1967年（昭和42年）2月28日 - 体育館竣工
- 1983年（昭和58年）7月10日 - 校舎改築竣工式
- 1984年（昭和59年）3月15日 - 敷地造成工事竣工
- 1984年（昭和59年）4月6日 - 校舎改築竣工式
- 1998年（平成10年）11月15日 - 学校安全に関する文部大臣表彰
- 2010年（平成22年）4月13日 - 体育館落成式
- 2010年（平成22年）8月27日 - 太陽光発電システム設置

## 通学区域
（笠岡市中学校学区一覧より）
- 笠岡市
  - 走出・甲弩の全域
- 矢掛町
  - 小田の全域

## 進学前小学校
- 笠岡市立北川小学校
- 矢掛町立小田小学校

## 交通
- 井原鉄道井原線小田駅より徒歩24分

- 井笠バスカンパニー 小田経由 笠岡-矢掛

北川 (岡山県) 北川より徒歩1分